# Brostenen
Brostenen, även Assurs sten eller Assursstenen, med signum U 617, är en runsten i Bro socken. Den har tidigare varit inmurad i vapenhuset till Bro kyrka. Nu står den strax söder om järnvägen och samhället Upplands-Bro och norr om Bro kyrka.   
Runstenen som är av granit står i öppen ängsmark utmed Assurs väg cirka 250 meter norr om Bro kyrka. Vägen har tidigare gått direkt intill stenen. Den närapå kvadratiska runstenen är 158 cm bred och 157 cm hög. Ornamentiken består av raka runband som inramar ett kristet kors.

## Inskriften
Translitterering av runraden:
kinluk × hulmkis × tutiʀ × systiʀ × sukruþaʀ × auk × þaiʀa × kaus × aun × lit × keara × bru × þesi × auk × raisa × stain × þina × eftiʀ × asur × bunta · sin × sun × hakunaʀ × iarls × saʀ × uaʀ × uikika × uaurþr × miþ × kaeti × kuþ × ialbi × ans × nu × aut × uk × salu
Normalisering till runsvenska:
Ginnlaug, Holmgæiʀs dottiʀ, systiʀ Sygrøðaʀ ok þæiʀa Gauts/Gauss, hon let gæra bro þessa ok ræisa stæin þenna æftiʀ Assur, bonda sinn, sun Hakonaʀ iarls. Saʀ vaʀ vikinga vorðr með Gæiti(?). Guð hialpi hans nu and ok salu.
Översättning till nusvenska:
Ginnlög, Holmgers dotter, syster till Sygröd och till Göt, hon lät göra denna bro och resa denna sten efter Assur, sin man, son till Håkon jarl. Han var landvärnare mot vikingar med Geter. Gud hjälpe nu hans ande och själ.

## Tolkning
Ginnlög reste stenen efter sin make Assur, vilken som "landvärnare" sannolikt hade en ledarposition i ledungen. Intressant är att vikingar omtalas, och stenen ger ett stöd för teorin att Uppland, åtminstone vid denna tid, hade ett regionalt organiserat försvar gentemot fientligt inställda vikingaflottor, som upprepande gjorde strandhugg utmed kusterna. Assur hade "Geter" som medhjälpare, av det vikingatida hövdinganamnet "Kaetir" i betydelsen "sjökonung".
Det är möjligt att de omnämnda personerna är släkt med de på Sigurdsristningen och Kjulastenen Sö 106. Ginnlög anses ha varit dotter till den på Sigurdsristningen omnämnde Holmger och syster till Sygröd och Göt. 

## Genealogier
```
Håkon jarl____ Assur
                 gm
           ___ Ginnlög 
          |
Holmger___|___ Göt
          |
          |___ Sygröd
```

Angående Håkon jarl finns ett flertal tolkningar om vem han kan ha varit. Dessa har en spännvidd från att den svenske Håkan röde till att Assur skulle ha varit en son till norske Ladejarlen Hakon Sigurdarson. Man kan dock konstatera att han, liksom hans hustru Ginnlög, tillhörde ett par av mälarbygdens allra förnämsta hövdingasläkter.

### Fotnoter
1. 1 2  Samnordisk runtextdatabas, U 617 $, 2014
2. ↑  100 Svenska Runinskrifter, Åke Ohlmarks, sid 65, Bokförlaget Plus, 1978, ISBN 91-7406-110-0
3. ↑  Runinskrifter i Sverige, Sven B F Jansson, sid. 97, Almqvist & Wiksell Förlag AB, 1983, ISBN 91-20-07030-6